# Korynetes caeruleus
Korynetes caeruleus är en skalbaggsart som först beskrevs av De Geer 1775.  Korynetes caeruleus ingår i släktet Corynetes, och familjen brokbaggar. Arten är reproducerande i Sverige.